# Live Intrusion
Live Intrusion – trzeci album koncertowy amerykańskiej grupy thrashmetalowej grupy Slayer. Wydany został 31 października 1995 nakładem American Recordings na kasecie VHS. Wydawnictwo zawiera koncert grupy jaki się odbył 12 marca 1995 roku w Mesa w stanie Arizona.

## Lista utworów
1. "Raining Blood" (Hanneman/King)
2. "Killing Fields" (Araya/King)
3. "War Ensemble" (Araya/Hanneman)
4. "At Dawn They Sleep" (Araya/Hanneman/King)
5. "Divine Intervention" (Araya/Bostaph/Hanneman/King)
6. "Dittohead" (King)
7. "Captor of Sin" (Hanneman/King)
8. "213" (Araya/Hanneman)
9. "South of Heaven" (Araya/Hanneman)
10. "Sex, Murder, Art." (Araya/King)
11. "Mandatory Suicide" (Araya/Hanneman/King)
12. "Angel of Death" (Hanneman)
13. "Hell Awaits" (Hanneman/King)
14. "Witching Hour" (Bray/Dunn/Lant)
15. "Chemical Warfare" (Hanneman/King)